# 중국 몽골족
중국 몽골족 또는 멍구족(중국어: 蒙古族)은 중화인민공화국의 56개 민족 가운데 하나에 속하는 몽골계 소수민족이다. 인구는 약 580만 명이다. 주로 내몽골 자치구와 둥베이, 신장 위구르 자치구 등에 거주하고 있다. 중국의 몽골족 인구가 몽골 인구의 2배 이상이다. 하지만 중화인민공화국이 내몽골의 영토를 주장하기 위해 실제 비공식적으로 내몽골에는 100만명도 안 되는 몽골족들이 살았으나 내몽골에 살던 한족들을 공식적으로 몽골족으로 등록을 하면 혜택을 주었기 때문에 내몽골에 살던 한족들이 몽골족으로 등록되어, 현재 중화인민공화국 내몽골의 몽골족 공식적 인구는 400만명이나 비공식적으로는 98만명이다.

## 인구
몽골족 인구 비율은 다음과 같다.
- 68.72%: 내몽골 자치구
- 11.52%: 랴오닝성
- 2.96%: 지린성
- 2.92%: 허베이성
- 2.58%: 신장 위구르 자치구
- 2.43%: 헤이룽장성
- 1.48%: 칭하이성
- 1.41%: 허난성
- 5.98%: 기타 지역

중국에는 내몽골 자치구 외에도 몽골족 자치 지역이 있는데 다음과 같은 행정 구역이 있다.
- 주급 행정 구역
  - 하이시 몽골족 티베트족 자치주 (칭하이 성)
  - 바인궈렁 몽골 자치주 (신장 위구르 자치구)
  - 보얼타라 몽골 자치주 (신장 위구르 자치구)

- 현급 행정 구역
  - 웨이창 만족 몽골족 자치현 (허베이 성)
  - 카라친쭤이 몽골족 자치현 (랴오닝 성)
  - 푸신 몽골족 자치현 (랴오닝 성)
  - 첸궈얼뤄쓰 몽골족 자치현 (지린 성)
  - 두얼보터 몽골족 자치현 (헤이룽장 성)
  - 쑤베이 몽골족 자치현 (간쑤 성)
  - 허난 몽골족 자치현 (칭하이 성)
  - 허부커싸이얼 몽골 자치현 (신장 위구르 자치구)

## 관련 민족
다음 민족은 종종 몽골어족의 언어를 쓰지만 몽골족에 포함되지 않는 민족이다.
- 둥샹족 (간쑤성)
- 투족 (칭하이성, 간쑤성)
- 다우르족 (내몽골 자치구)
- 바오안족 (간쑤성)
- 일부 위구족 (간쑤성, 그 외의 위구족은 튀르크어족에 속하는 언어를 구사한다.)

## 같이 보기
- 몽골족